# 양희은
양희은(楊姬銀, 1952년 8월 13일 ~ )은 대한민국의 가수 겸 방송인이다. 본관은 청주이다.

## 생애
서울특별시 종로구 가회동에서 3녀 중 장녀로 태어난 양희은은 서울재동초등학교와 경기여자중학교, 경기여자고등학교를 거쳐 서강대학교 사학과를 나왔다. 그녀의 아버지는 육사 및 보병학교 졸업 출신으로 한국 전쟁에 참전한 공적이 있으며 그녀가 초등학교 6학년 때(1964년), 대한민국 육군 대령 예편 이후 병으로 요절하였다.
대학교 1학년 때인 1971년에 가수 데뷔하였다. 데뷔곡은 1집 앨범에 수록된 '아침 이슬'이다. 대표곡 〈아침 이슬〉의 작사 및 작곡자 김민기는 당시 작사를 할 때 민주화에 대한 열망 같은 직접적인 내용은 담지 않았다고 했지만 당시의 민중들은 군부독재로 억압받는 시대상황과 민주화에 대한 열망에 의해 민주화에 어울린다고 해석해 이 곡을 많이 불렀고 7,80년대 민주화 운동의 상징적인 곡이 되었다.
그의 곡들은 당시 방송이 금지된 곡들이 많았는데 이는 제3공화국, 제4공화국 등의 독재정권을 거치며 민주화 운동에서 〈아침 이슬〉을 비롯한 양희은의 곡들이 많이 불리었기 때문이다. 양희은의 곡 중 약 30여곡 이상이 금지곡으로 지정되었다. 그 중에서〈아침 이슬〉은 1973년 정부가 선정한 건전가요에 선정되었다. 그 다음 해인 1974년에 가사 중에 "태양은 묘지 위에 붉게 타오르고"라는 부분이 대한민국의 적화 (赤化)를 암시한다며 금지곡이 돼버린 웃지 못할 일도 있었고, 〈이루어질 수 없는 사랑〉은 단지 왜 사랑이 이루어질 수 없냐라는 이유만으로 인해 금지곡으로 지정되었다. 〈작은 연못〉은 금지곡으로 지정됐으나 정확한 이유는 알려지지 않았다. 하지만 가사 내용인 '작은 연못에 살던 붕어 두 마리가 싸우다 한 마리가 죽어 물이 썩어 결국엔 모두가 죽었다'라는 가사가 남한과 북한, 당시의 대권 라이벌이었던 박정희와 김대중, 권력 암투의 주인공이었던 김종필과 이후락 등을 연상시킨다는 이유로 금지곡으로 지정됐다는 소문이 무성하기도 했다.
양희은의 금지곡들은 1987년 6.29 선언 직후 대부분 해금 (解禁)되었고, 1990년대 이후에는 음반활동과 더불어 방송활동도 하고 있다. 직접 작사도 하였는데 그 대표곡들을 살펴보면 1976년 <따로 또같이>의 멤버 이주원이 작곡한 졸업식 축가로 많이 불렸던 <'내 꿈을 펼쳐라>, 같은 해에 나온 <들길 따라서>, 1983년 난소암 투병때 레코드 사장님이 죽은줄 알고 양희은의 앨범을 싸게 팔다가 사과의 의미로 준 김희갑의 곡에 직접 작사한 <하얀 목련>, 1991년 기타리스트 이병우가 미국 또는 한국의 양희은 집에서 4시간 동안 감금된 상태에서 작곡한 멜로디에 직접 작사한 <사랑, 그 쓸쓸함에 대하여>, 2008년 40주년 기념 음반 타이틀 곡으로 알려진 강영국 작곡의 슬로우락 장르의 곡 <내 나이 마흔살 에는>, 2015년 김나영 책에서 발췌하여 작사한 김나영 공동작사의 <나영이네 냉장고>가 있다. 그 외에도 <슬픔 이젠 안녕>, 김아영 작곡의 <밤 뱃놀이>, 채치성 작곡의 <님 찾아 아리랑>,  정신소아과 전문의인 전직 그룹 동물원 출신의 김창기 작곡의 <아빠가 아들에게>를 양희은, 본인이 직접 각색 및 개사를 한 <엄마가 딸에게>, 본인이 직접 채보한 <내가 전에 말했잖아요> 등이 있다.

## 학력
- 서울재동초등학교 (졸업)
- 경기여자중학교 (졸업)
- 경기여자고등학교 (졸업)
- 서강대학교 사학과 (졸업)

## 사람 남자 관계
- 포크 록 가수 한대수, 조용필, 포크 팝 가수 겸 뮤지컬 연출가 김민기, 방송인 이상벽과 사적 친분이 두텁기도 하다.

- 친동생은 양희경과 양희정이다.

## 정규 음반
- 2006년 <인생의 선물/ 당신만 있어준다면>
- 2002년 <일곱송이 수선화/ 사랑 당신을 위한 기도>
- 1998년 <저 하늘 구름따라/ 연인들>
- 1995년 <못다한 노래/ 내 나이 마흔 살에는>
- 1991년 <그 해, 겨울/ 사랑 그 쓸쓸함에 대하여>
- 1987년 <이별 이후>
- 1985년 <한계령/ 찔레꽃 피면>
- 1983년 <하얀 목련/ 이루어질 수 없는 사랑>
- 1980년 <이름모를 소녀/ 빗속을 둘이서>
- 1978년 <거치른 들판에 푸르른 솔잎처럼/ 천릿길>
- 1976년 <들길을 따라서>
- 1975년 <한사람/ 세월이 가면>
- 1974년 <내 님의 사랑은/ 백구>
- 1972년 <아름다운 것들/ 서울로 가는 길>
- 1971년 <아침이슬/ 세노야 세노야>

1. 양희은 고운노래 모음 - 아침이슬/펍/세노야 세노야 - 유니버샬, KLS 26  71년
2. 71 폭송힛트모음 제1집 - 유니버샬, KLS 27  71년 (이루어질수없는사랑, 나무잎이떨어져서.일곱송이수선화 3곡)
3. 양희은 고운노래모음 제2집 - 유니버샬, KLS 40 - 72년 (초반과 재반이 있음) - 그사이/백구/서울로 가는길/작은연못 등
- 재반에는 초반에 없는 '아름다운 것들(외국 곡)'과 '새벽길(김민기 곡)' 2곡이 추가됨

4. 맷돌 밝은노래모음 (실황앨범 중) - 유니버샬, KLS 47 72년 - 서울로가는길 빈자리 아침이슬 3곡
5. 신중현 작•편곡집 - 양희은 - 당신의 꿈/ 나도몰래 - 유니버샬, KLS 56
6. 양희은 고운노래 제3집 - 이루어질수 없는 사랑 - 유니버샬, KLS 71
7. 양희은 - 내님의 사랑은 /오너라 비야 - 유니버샬, KLS 94
8. 양희은 GREATEST HITS - 아침이슬/사랑의기쁨 - 유니버샬. KLS 97
9. 양희은 보고싶은 마음/빗속을 둘이서 - 유니버샬, KLS 105 (초반과 재반이 있음) 재반에는 차돌이내몸 (김민기 곡)과 잃어버린 말(김민기 곡)이 빠지고, 지다남은 잎(김기웅곡)과 잃어버린 시간이라는 노래가 수록되어있음.
10. 정명규 - 자기 / 영원한 사랑 - 유니버샬, KLS 108 - '지다남은 잎(김기웅 곡)' 한곡이 수록되었음
11. 양희은 - 한사랑/ 세월이가면 - 유니버샬, KLS 122

## 방송 프로그램
- 《노래의 성좌》
- 《우리들의 새 노래》
- 《수요특집》
- 《가족음악》
- 《TV는 사랑을 싣고》
- 《연예가중계》
- 《동창이 밝았느냐》
- 《FM애거진》
- 《오늘같은 밤엔》
- 《조영남쇼》
- 《꿈의 콘서트》
- 《노영심의 작은음악회》
- 《KBS 빅쇼》
- 《고향가는 길》
- 《노영심이 여는 세상》
- 《밤의 이야기쇼》
- 《사람 남자과 사람 남자들》
- 《여성시대》
- 《체험 삶의 현장》
- 《이소라의 프로포즈》
- 《일요일 일요일 밤에》 - 세바퀴
- 《잘먹고 잘사는 법》 - 양희은의 시골밥상
- 《논쟁버라이어티 당신의 결정》
- 《MBC 특집다큐》 한국의 맛, 세계인을 사로잡다 - 내레이션
- 《천하무적 야구단》 - 내레이션
- 《찾아라! 맛있는 TV》
- 《생활의 달인》 - 내레이션
- 《TV 동물농장》 - 스토리텔러
- 《다큐공감》 145회 : 바람의 섬, 여서도 - 내레이션
- 《다큐공감》 155회 : 북에서 온 그녀, 인생 2막을 열다 - 내레이션
- 《2016 희망TV SBS》
- 《다큐공감》 260회 : 야생화 연정 - 내레이션
- 《다큐공감》 296회 : 산유화, 산에는 꽃 피네 꽃이 피네 - 내레이션
- 《다큐 플러스》 157회 : 디자人 행복 도시를 만들다! - 내레이션
- 《판타스틱 패밀리-DNA 싱어》
- 《라디오 DJ 콘서트》
- 《다큐On》 90회 : 세 할머니의 유쾌한 동거 - 내레이션
- 《다큐On》 119회 : 수돗물을 드시나요? - 내레이션
- 《다큐On》 132회 : 봄의 징검다리를 걷다 - 내레이션
- 《옥탑방의 문제아들》 -게스트

### 드라마
- 《넝쿨째 굴러온 당신》 - 라디오 DJ 역 (특별출연)
- 《아내가 뿔났다》 - (특별출연)

### 영화
- 《7급 공무원》 - 재준 모 역 (목소리, 특별출연)

## TV 광고
- LG유플러스 국제전화002
- SK케미칼 트라스트
- 비자카드
- 신한금융투자
- 한국인삼공사 정관장
- 한국 코카-콜라
- 샘표식품 연두
- KCC 스위첸
- 건강보험심사평가원

## 수상
| 연도 | 시상식                         | 부문                      | 작품                          |
| ---- | ------------------------------ | ------------------------- | ----------------------------- |
| 1995 | 카톨릭가요대상                 | 공로상                    |                               |
| 1995 | 방송프로듀서연합회             | 최고의 라디오 진행자상    |                               |
| 1996 | 제23회 한국방송대상            | 가수상                    |                               |
| 2001 | MBC 연기대상                   | 라디오부문 최우수상       | 여성시대                      |
| 2003 | 제18회 골든디스크 시상식       | 공로상                    |                               |
| 2003 | 제10회 대한민국 연예예술대상   | 대통령상                  |                               |
| 2004 | MBC 방송연예대상               | 공로상                    |                               |
| 2008 | MBC 방송연예대상               | 베스트 엔터테이너상       | 세상을 바꾸는 퀴즈            |
| 2010 | 제47회 저축의 날               | 국무총리 표창             | 빈칸                          |
| 2011 | MBC 방송연예대상               | 라디오부문 최우수상       | 여성시대 양희은, 강석우입니다 |
| 2012 | 제24회 한국PD대상              | 라디오진행자부문 출연자상 |                               |
| 2019 | 제10회 대한민국 대중문화예술상 | 은관문화훈장              | 빈칸                          |
| 2019 | 제16회 한국대중음악상          | 공로상                    | 빈칸                          |
| 2019 | MBC 방송연예대상               | 라디오부문 최우수상       | 여성시대 양희은, 서경석입니다 |

## 가족 관계
- 아버지: 양정길 (1926년 06월 19일 ~ 1964년 10월 20일)
- 어머니: 윤순모 (1930년 07월 03일 ~ 2024년 1월 4일)
- 배우자: 조중문 (1949년 ~ )
- 동생: 양희경 (1954년 12월 3일 ~ )
- 동생: 양희정 (1959년 ~ )